# تپه اطراف شهر سوخته ۲۵۳
تپه اطراف شهر سوخته ۲۵۳ مربوط به هزاره سوم قم است و در شهرستان زابل، بخش شیب آب، دهستان لوتک، ۸/۵ ۱ک متری جنوب غرب پایگاه باستان‌شناسی شهر سوخته واقع شده و این اثر در تاریخ ۲۰ اسفند ۱۳۸۵ با شمارهٔ ثبت ۱۸۰۶۱ به‌عنوان یکی از آثار ملی ایران به ثبت رسیده است.